# Танцы (телешоу)
«Та́нцы» — российское танцевальное телешоу, выходившее на телеканале ТНТ с 23 августа 2014 по 30 декабря 2024 года за 10 лет. Лауреат премии «ТЭФИ-2018» в номинации «Развлекательная программа». В 2015 году на ТНТ выходили «Танцы. Лучшее», в 2016 — «Танцы. Битва сезонов», в 2021-2022 годах — «Новые танцы», а в 2024 году выходили «Звёздные танцы». Производством проекта занималась компания Comedy Club Production, в 2024 году GEN STUDIO.

## История
Шоу стартовало на ТНТ 23 августа 2014 года. Участники проекта боролись за звание лучшего танцовщика России и главный приз в размере 3 000 000 рублей. В качестве хореографов-наставников выступали Мигель (все сезоны), Егор Дружинин (1—3, 5—7 сезоны и «Битва сезонов») и Татьяна Денисова (4—7 сезоны).
22 августа 2015 года на ТНТ состоялась премьера второго сезона шоу.
26 марта 2016 года на ТНТ состоялась премьера шоу «Танцы. Битва сезонов», в котором 10 участников первого сезона и 10 участников второго сезона соревновались за 3 000 000 рублей и звание лучшего из лучших танцовщиков страны.
Победителем первого сезона конкурса стал Ильшат Шабаев (команда Егора Дружинина), второго — Максим Нестерович (команда Мигеля), «Битвы сезонов» — Антон Пануфник (команда Мигеля), третьего — Дмитрий Щебет (команда Мигеля), четвёртого — Виталий Уливанов (команда Мигеля), пятого — Алексей Летучий (команда Татьяны Денисовой), шестого — Кирилл Цыганов (команда Татьяны Денисовой), седьмого — Алексей Мечетный (команда Егора Дружинина).
Премьера третьего сезона шоу состоялась на ТНТ 20 августа 2016 года. Новые выпуски проекта выходили в эфир по субботам в 21:30, а с 22 октября по 6 ноября 2016 года — по субботам в 21:30 и по воскресеньям в 21:00.
10 декабря 2016 года в 21:30 на ТНТ вышел спецвыпуск «Танцы. Дети», в котором приняли участие танцовщики в возрасте от 9 до 15 лет.
26 июня 2017 года стартовали съёмки четвёртого сезона шоу. Его премьера состоялась на канале ТНТ 19 августа 2017 года. Новые выпуски выходили в эфир по субботам в 21:30.
Премьера пятого сезона шоу состоялась на ТНТ 25 августа 2018 года. Новые выпуски проекта выходили в эфир по субботам в 21:00.
3 августа 2019 года состоялась премьера дайджестов, в которых покажут не вошедшие в эфир выступления за пять сезонов шоу.
Премьера шестого сезона шоу состоялась на ТНТ 24 августа 2019 года. Новые выпуски проекта выходили в эфир по субботам в 21:00.
18 мая 2020 года было официально объявлено о седьмом сезоне шоу, который станет последним.
Впервые призовой фонд составил 6 000 000 рублей.
Премьера первой половины седьмого сезона шоу состоялось на ТНТ 29 августа 2020 года. Новые выпуски проекта выходили в эфир по субботам в 20:00.
21 ноября 2020 года было объявлено, что съёмки 7 сезона приостановлены до 2021 года из-за пандемии коронавируса и положительными тестами на него у некоторых участников.
3 марта 2021 года было объявлено, что съёмки 7 сезона восстановлены. Премьера второй половины седьмого сезона шоу состоялось на ТНТ 13 марта 2021 года на этапе концертов. Новые выпуски проекта выходили в эфир по субботам в 18:00. Финал сезона был показан на ТНТ 24 апреля 2021 года, победителем седьмого сезона стал Алексей Мечетный.
Премьера нового формата шоу «Новые танцы» на ТНТ состоялась 28 августа 2021 года. Соведущей Ляйсан Утяшевой в них стала Ульяна Пылаева. Новые выпуски проекта выходили в эфир по субботам в 21:00.
Заключительный выпуск телешоу вышел в эфир 24 декабря 2022 года.
3 ноября 2024 года возродился в последний раз под названием «Звёздные танцы» с участием знаменитостей и танцоров. В 2025 году прекратит своё существование из-за низких рейтингов, мировых санкций и продолжительного вторжения России на Украину.

## Сезоны
В эфир вышли 11 сезонов шоу.

     Команда Татьяны Денисовой
     Команда Егора Дружинина
     Команда Мигеля
     Команда Ляйсан Утяшевой
| Сезон         | Название       | Премьера        | Финал           | Количество выпусков | Победитель        | Финалисты                          | Финалисты                       | Финалисты                                      | Финалисты                                          | Финалисты                                          | Тренер-Победитель | Ведущая        | Соведущая         | Наставники | Наставники                      | Наставники                      |
| Сезон         | Название       | Премьера        | Финал           | Количество выпусков | Победитель        | 2 место                            | 3 место                         | 4 место                                        | 5 место                                            | 6 место                                            | Тренер-Победитель | Ведущая        | Соведущая         | 1          | 2                               | 3                               |
| ------------- | -------------- | --------------- | --------------- | ------------------- | ----------------- | ---------------------------------- | ------------------------------- | ---------------------------------------------- | -------------------------------------------------- | -------------------------------------------------- | ----------------- | -------------- | ----------------- | ---------- | ------------------------------- | ------------------------------- |
| 1             | —              | 23 августа 2014 | 31 декабря 2014 | 20                  | Ильшат Шабаев     | Виталий Савченко                   | Adam                            | Алиса Доценко                                  | В 1-2 сезонах в финале выступали только 4 танцора  | В 1-2 сезонах в финале выступали только 4 танцора  | Егор Дружинин     | Ляйсан Утяшева | —                 | Мигель     | В 1-4 сезонах было 2 наставника | Егор Дружинин                   |
| 2             | —              | 22 августа 2015 | 26 декабря 2015 | 20                  | Максим Нестерович | Никита Орлов                       | Иван Можайкин                   | Юлия Николаева                                 | В 1-2 сезонах в финале выступали только 4 танцора  | В 1-2 сезонах в финале выступали только 4 танцора  | Мигель            | Ляйсан Утяшева | —                 | Мигель     | В 1-4 сезонах было 2 наставника | Егор Дружинин                   |
| Битва сезонов | Битва сезонов  | 26 марта 2016   | 28 мая 2016     | 10                  | Антон Пануфник    | Юлиана Бухольц                     | Максим Нестерович               | Дмитрий Стаев                                  | Никита Орлов                                       | Дмитрий Масленников                                | Мигель            | Ляйсан Утяшева | —                 | Мигель     | В 1-4 сезонах было 2 наставника | Егор Дружинин                   |
| 3             | —              | 20 августа 2016 | 24 декабря 2016 | 22                  | Дмитрий Щебет     | Станислав Литвинов                 | Баина Басанова                  | Дарья Ролик                                    | Даян Ахмедгалиев                                   | Ирина Кононова                                     | Мигель            | Ляйсан Утяшева | —                 | Мигель     | В 1-4 сезонах было 2 наставника | Егор Дружинин                   |
| 4             | —              | 19 августа 2017 | 30 декабря 2017 | 22                  | Виталий Уливанов  | Дима Бончинче                      | Юлия Гаффарова                  | Ильдар Гайнутдинов                             | В 4 сезоне в финале выступали только 4 танцора     | В 4 сезоне в финале выступали только 4 танцора     | Мигель            | Ляйсан Утяшева | —                 | Мигель     | Татьяна Денисова                | В 1-4 сезонах было 2 наставника |
| 5             | —              | 25 августа 2018 | 22 декабря 2018 | 21                  | Алексей Летучий   | Юваль Ламай                        | Александр Ли                    | Александр Перцев                               | Ульяна Пылаева                                     | Мария Худорожкова                                  | Татьяна Денисова  | Ляйсан Утяшева | —                 | Мигель     | Татьяна Денисова                | Егор Дружинин                   |
| 6             | —              | 24 августа 2019 | 21 декабря 2019 | 21                  | Кирилл Цыганов    | Герман Ромазанов                   | «Drama Kings»                   | Алина Кобиляк                                  | Владимир Раков †                                   | Мария Дружинина                                    | Татьяна Денисова  | Ляйсан Утяшева | —                 | Мигель     | Татьяна Денисова                | Егор Дружинин                   |
| 7             | —              | 29 августа 2020 | 24 апреля 2021  | 21                  | Алексей Мечетный  | Ксения Горячева                    | Dam'en                          | В 7 сезоне в финале выступали только 3 танцора | В 7 сезоне в финале выступали только 3 танцора     | В 7 сезоне в финале выступали только 3 танцора     | Егор Дружинин     | Ляйсан Утяшева | —                 | Мигель     | Татьяна Денисова                | Егор Дружинин                   |
| 1             | Новые танцы    | 28 августа 2021 | 25 декабря 2021 | 23                  | Виталий Савченко  | «Agny»                             | Krosh Boogie                    | Галина Горбунова и Сергей STK                  | В Новых Танцах в финале выступали только 4 танцора | В Новых Танцах в финале выступали только 4 танцора | —                 | Ляйсан Утяшева | Ульяна Пылаева    | Мигель     | Гость                           | Гость                           |
| 2             | Новые танцы    | 27 августа 2022 | 24 декабря 2022 | 18                  | Ксения Горячева   | «DS Crew»                          | B-Boy Joker                     | Вячеслав Ильин и Ирина Дианова                 | В Новых Танцах в финале выступали только 4 танцора | В Новых Танцах в финале выступали только 4 танцора | —                 | Ляйсан Утяшева | Ульяна Пылаева    | Мигель     | Гость                           | Гость                           |
| 1             | Звездные танцы | 3 ноября 2024   | 28 декабря 2024 | 9                   | DAVA и SOFA       | Ольга Серябкина и Виталий Савченко | Карина Нигай и Алексей Мечетный | Роман Каграманов и Вера Бондарева              | KAYA и Максим Жилин                                | В Звёздных Танцах в финале выступали только 5 пар  | —                 | Ляйсан Утяшева | Анжелика Стубайло | Гости      | Ляйсан Утяшева                  | Татьяна Денисова                |

## Формат программы

### Основные положения
Правила телепроекта:
- Принимать участие в шоу могут конкурсанты в возрасте от 16 до 36 лет.
- Шоу состоит из четырёх этапов: «Кастинги в городах», «Выбор участников проекта», «Конкурсные концерты», «Финал».
- Победителем шоу признаётся участник, набравший в «Финале» проекта наибольшее количество зрительских голосов.

### Система судейства
- Конкурсантов оценивают 3-4 члена жюри, из которых 3 — постоянно участвующих и 1 — сменный член жюри.
- Все члены жюри обладают профессиональным опытом и осуществляют свою деятельность в области телевидения и танцевальной индустрии.
- «Кастинги в городах» и «Выбор участников проекта» оценивают только члены жюри.
- «Конкурсные концерты» оценивают члены жюри совместно с телезрителями.
- В «Финале» за участников голосуют только телезрители.
- В первом и втором сезоне, а также в «Битве сезонов» за участниками шоу были закреплены порядковые номера. Телезрители могли голосовать за конкурсантов платно при помощи SMS-сообщений и мобильного приложения ТНТ-CLUB. С третьего сезона порядковые номера и SMS-голосование было отменено, а зрители получили возможность голосовать за участников шоу бесплатно в мобильном приложении ТНТ-CLUB[5]. Голоса принимаются с 14:30 (по московскому времени) субботы до 14:30 (по московскому времени) вторника.
- Для того, чтобы конкурсанту пройти из этапа «Кастинги в городах» в «Выбор участников проекта» — необходимо выступить с танцевальным номером, понравиться хотя бы одному из трёх/четырёх членов жюри, и услышать от него фразу: «Вы в „Танцах“!».
- Чтобы пройти этап «Выбор участников», конкурсанту необходимо одержать победу в трёх испытаниях: умение импровизировать под предложенную организаторами музыку (1-2 сезоны, в 3-м сезоне был отменён), умение работать с заимствованной хореографией (выбором направления и постановкой танцевального номера занимаются хореографы шоу), умение работать в команде (постановка группового танцевального номера под предложенный организаторами шоу музыкальный трек), а также 7-дневные мастер-классы хореографов и наставников проекта (были введены с 3-го сезона).
- По окончании каждого из «Конкурсных концертов» стартует зрительское голосование. В начале следующего «Конкурсного концерта» объявляются 2 участника (по 1 из каждой команды), набравшие наибольшее число зрительских голосов. Кроме того, называются имена 6 участников (по 3 из каждой команды), набравшие наименьшее число зрительских голосов, которые и становятся кандидатами на вылет из проекта. Приглашённый член жюри спасает 2 участников (из этих 6, по 1 из каждой команды), а в конце «Конкурсного концерта» наставники шоу оглашают имена 2-х участников (из 4 кандидатов на вылет), которые покидают проект (по 1 из каждой команды).

## Саундтрек
21 августа 2015 года в iTunes и Google Play стартовали продажи сборника саундтреков из первого сезона шоу «Танцы». Треклист содержит 22 композиции в самых разных стилях: от хауса и нью-диско до регги-попа и альтернативного рока.
11 декабря 2015 года в iTunes и Google Play стартовали продажи сборника саундтреков из второго сезона шоу «Танцы». Треклист насчитывает 20 композиций.
16 декабря 2016 года в iTunes, Google Play и «Яндекс.Музыка» стартовали продажи сборника саундтреков из третьего сезона шоу «Танцы». Треклист насчитывает 19 композиций.

## Рейтинги
В эфире ТНТ шоу выходило с высокими рейтингами. Согласно данным исследовательской компании «TNS Россия», первый сезон проекта показал рекордные цифры в начале телесезона среди шоу талантов на российском ТВ.
Доля второго сезона шоу, по данным «TNS Россия», в аудитории 14-44 составляет 23,9 % по России. Доля третьего сезона шоу, по данным «TNS Россия», в аудитории 14-44 составляет 19,1 %, а в аудитории 18-30 — 26,0 % по России.
Доля четвёртого сезона шоу, по данным Mediscope, в аудитории 14-44 составляет 18 %, а в аудитории 18-30 — 22,7 % по России.

## Награды
1. Премия «ТЭФИ 2015»:
- номинация на премию в категории «Телевизионный продюсер сезона» (Вячеслав Дусмухаметов);
- номинация на премию в категории «Событие телевизионного сезона».

2. Премия OOPS! Choice Awards 2015
- Награда в категории «ТВ-проект»[21].

3. Премия Glamour «Женщина года 2015»
- Ляйсан Утяшева стала обладательницей награды в номинации «Телеведущая года»[22].

4. Российская национальная музыкальная премия 2015
- номинация на премию в категории «Лучшее музыкальное телевизионное шоу».

5. По итогам 2015 года шоу «Танцы» стало одним из самых запрашиваемых телепроектов в поисковике «Яндекс».

6. Премия «ТЭФИ 2016»:
- номинация на премию в категории «Развлекательная программа»[24];
- номинация на премию в категории «Телевизионный продюсер сезона» (Вячеслав Дусмухаметов)[25].

7. Премия «ТЭФИ 2017»:
- номинация на премию в категории «Телевизионный продюсер сезона» (Вячеслав Дусмухаметов)[26].

8. Премия «ТЭФИ 2018»:
- премия в категории «Развлекательная программа»[27];
- номинация на премию в категории «Телевизионный продюсер сезона» (Вячеслав Дусмухаметов).

9. Премия «ТЭФИ 2019»:
- номинация на премию в категории «Телевизионный продюсер сезона» (Вячеслав Дусмухаметов).

## Гастрольный тур участников
После завершения проекта был организован тур по городам России под названием «Первый клубный концерт» с основными участниками первого сезона «Танцев». В число танцовщиков из команды Егора Дружинина, помимо Ильшата, вошли Юлиана Бухольц и Пена, из команды Мигеля: Виталий Савченко, Антон Пануфник, Слава, Снежана Крюкова, Анна Тихая, Юлия Самойленко, Илья Кленин. Сами концерты вёл Алексей Королёв. В рамках весенне-летнего тура ребята дали концерты в 15 городах России. В Москве шоу состоялось 20 марта 2015 года, по остальным городам танцоры отправились с 22 мая 2015 года, давая концерты практически каждый день.
На концертах танцовщики исполняли уже известные зрителям по телевизионным эфирам номера, но с некоторыми корректировками. Так, например, Ильшат исполнял танец-соло Krump, который на проекте танцевал вместе с Александром Волковым, танец в стиле Contemporary под композицию «Романс» группы «Сплин» с Ильшатом вместо Алёны Гуменной исполнила Снежана Крюкова, а Викторию Михайлец в танце заменила Пена. На всех концертах были аншлаги.
Осенью-зимой 2015 года проходил масштабный тур в 3D-формате под названием «Большой концерт». Он охватил более 65 городов, как России, так и Европы. Кроме уже участвовавших в первом туре танцоров, зрители увидели присоединившихся к ним сестёр Викторию и Анастасию Михайлец, Александра Волкова и Михаила Евграфова. В программу «Большого концерта» вошли новые номера. Второй гастрольный тур участников первого сезона шоу «Танцев» стартовал 12 сентября 2015 года и завершился 8 марта 2016 года.